# 何塞費利克斯里瓦斯市

何塞費利克斯里瓦斯市（西班牙語：Municipio José Félix Ribas），是委內瑞拉的一個市，位於該國北部阿拉瓜州，首府設於拉維多利亞，面積419平方公里，2007年人口156,139，人口密度為每平方公里370人。